# 邵炜刚
邵炜刚(1973年2月21日—)，中国上海市人，围棋职业九段棋手。师从马晓春九段。
邵于1981年开始学棋，1986年入段，1998年升为九段。他曾于1992年获得全国围棋个人赛冠军。2005年起担任中国国家围棋队男队教练。2009年在北京完婚。